# Kościół ewangelicki w Pszczynie
Kościół ewangelicki w Pszczynie – kościół parafialny Parafii Ewangelicko-Augsburskiej w Pszczynie.

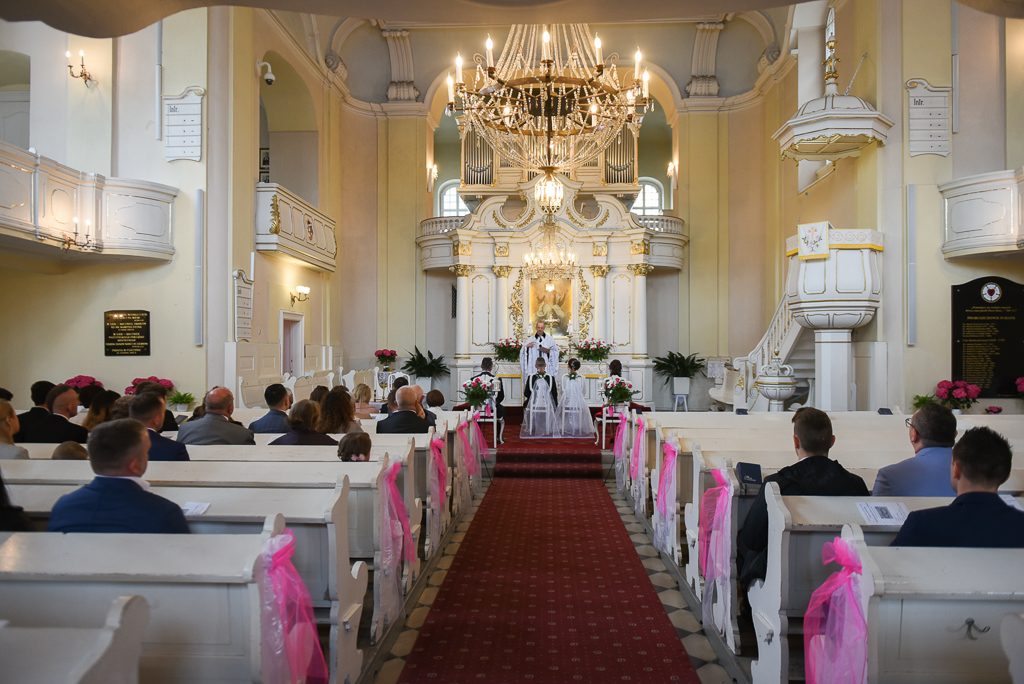
Wnętrze kościoła podczas ślubu, widok na ołtarz

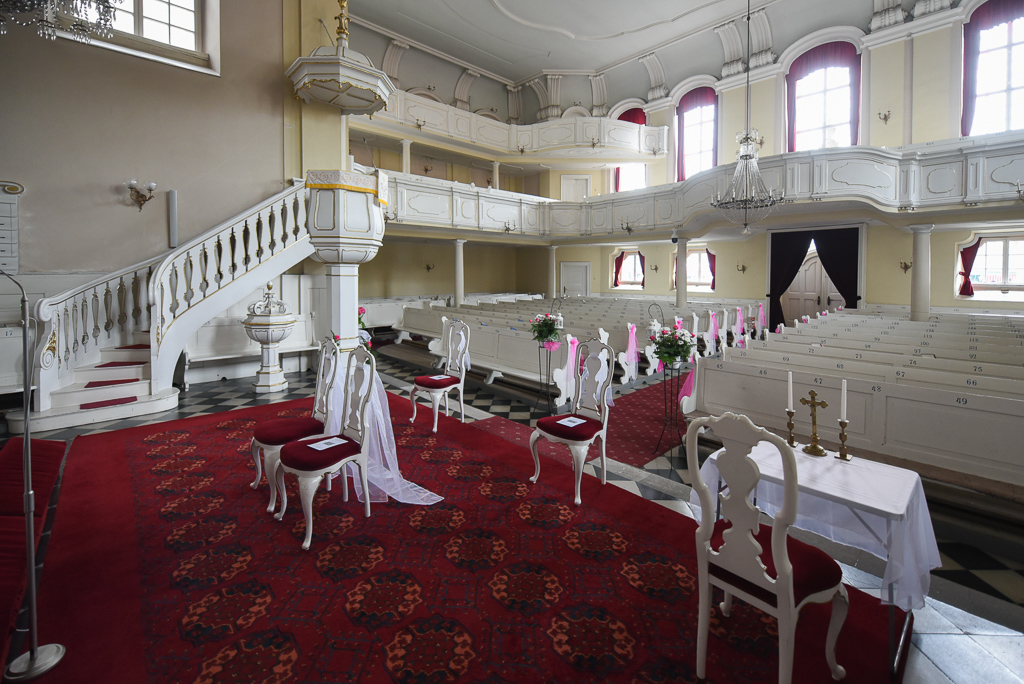
Widok świątyni od ołtarza

## Historia
Starania o budowę kościoła ewangelickiego w Pszczynie trwały już od 1709 r.
Pierwotny kościół dla pszczyńskiej gminy ewangelickiej został wybudowany w latach 1743–1746 z fundacji Erdmanna Promnitza według projektu nadwornego architekta Promnitzów – Christiana Jahne przy udziale cieśli Jerzego Prischa. W 1746 r. konsekrowany. Przy kościele pomieszczono szkołę wraz z mieszkaniem dla nauczyciela.
W 1860 r. nadbudowano wieżę, wprowadzając jednocześnie drobne zmiany architektoniczne. W 1896 r. ufundowano nowe organy.
W 1905 r. kościół spłonął. Trwającą do 1907 r. odbudową kierował architekt Scheinnert (który zaraz po tym zajął się przebudową zamku Książ). W ten sposób powstał neobarokowy gmach kościelny, który jest największą salą w mieście.
Fasada kościoła od strony Rynku ma okazały portal z dwiema kolumnami jońskimi, wielkie okna pierwszego piętra oraz zupełnie małe na parterze; flankują ją dwa ryzality narożne, przykryte blaszanymi, miedzianymi hełmami. Dach mansardowy, a po północno-zachodniej stronie wznosi się wieża, którą również przykrywa znacznie okazalszy hełm miedziany. Na zewnętrznej ścianie widać kamienną płytę nagrobną szlachcica Zawadzkiego z Polanki, zmarłego w 1716 r..
Od wewnątrz kościół obiegają charakterystyczne dla ewangelickich świątyń drewniane empory z dodatkowymi miejscami siedzącymi dla wiernych; zwraca także uwagę ołtarz z obrazem Wniebowstąpienie Pana Jezusa – dar księżnej Augustyny Anhalt-Köthen. Na loży książęcej, vis-à-vis ambony, znajduje się herb książęcego rodu Hochberg. Z tyłu, ponad ołtarzem usytuowany jest niewielki chór muzyczny z organami.